# 金州区

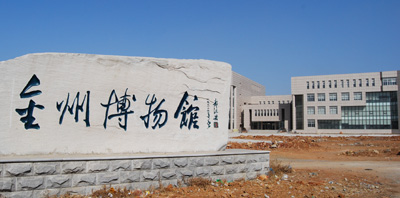
金州の新博物館（北郊外）

金州区（きんしゅう-く）は中華人民共和国遼寧省大連市に位置する市轄区。区内には大連経済技術開発区がある。旅順、大連が成立する以前は、金州が地区の中心地であった。

## 地理
金州区は低山丘陵区に属し、区内は中部を低山丘陵区、東部を丘陵漫岡区、沿海部を河流沖積小平原区と三分することができる。東を黄海（大連湾など）、西を渤海（金州湾および普蘭店湾）、北を普蘭店区、南を甘井子区に隣接する。区内南部には開発区、保税区、DDポートなどが設置され輸出拠点として開発されている。
区内には大黒山、小黒山、黄海に流れ込む登沙河などがあり、北大河水庫、鴿子塘水庫、什字街水庫などのダムが建設されている。
冬季の金州区は、黄海側は不凍港であるが、渤海側は1月から2月にかけて凍結し水運の利用ができない。

## 歴史
旅順に軍港、大連に商港が設置される以前は、中央より派遣された官僚は金州に居を構えておりこの地方の行政、経済の中心地であった。以前は城郭都市であり、金州博物館でその模型を見ることができるが、城壁は中華人民共和国成立後に撤去されている。
戦国時代から秦代にかけて遼東郡の管轄とされた。漢初に遼東郡の下の沓県の管轄となり、沓県は三国時代に魏朝により東沓県と改称された。
晋代になると東沓県は廃止となり遼東郡平郭県(現在の熊岳鎮)の管轄とされたが、404年(元興3年)に高句麗の版図に組み込まれた。唐朝は成立すると高句麗への軍事行動を起こし、645年(貞観19年)には卑沙城(現在の金州区大黒山)を攻略し支配権を獲得、668年(総章元年)、唐朝はこの地に安東都護府を設置している。遼代になると926年(天顕元年)に東京遼陽府蘇州の下に来蘇県が設置されその管轄とされた。
1143年(皇統3年)、金朝は来蘇県を化成県と改称、復州の管轄としたが、1216年(貞祐4年)、化成県は金州とに昇格され、金州の名称が初めて登場した。
1284年(至元21年)、金州は金州万戸府に改編、遼陽行省の管轄とされた。明代になると1371年(洪武4年)に遼都衛と改称されたが、1375年(洪武8年)には金州衛と改称されている。1734年(雍正12年)、清朝は金州(gin jeo, aisin jeo)を寧海県(mederi niktongga hiya)と改編、奉天省の管轄とされ、清後期の1843年(道光23年)には寧海県は金州庁と改称されている。
清末期の1898年(光緒24年)、ロシア帝国は租借地とした大連に商港を建築し、現在の港湾都市としての基礎が築かれている。1904年(光緒30年)に日露戦争が勃発すると金州一帯はその戦場となった。同年日本軍は黄海側より上陸し金州を占拠、翌年、ポーツマス条約が締結されると遼東半島におけるロシア権益は日本側に移譲されることとなり、現在の金州区全域及び普蘭店区南部が日本に租借され関東州となり日本の勢力下に置かれることとなった。中華民国が成立すると1913年に金州は金県と改称されたが、日本租借地であるため行政権が行使されることはなかった。1915年に関東州の租借権が99年間延長され、その後の満州国建国もあり、金州は日本の中国大陸における重要拠点としての地位を確立している。
1945年、ソビエト軍の満州国侵攻により金州も占領され、翌年1月には中国共産党の指導による政府が樹立された。1949年4月27日、金県は旅大行署区の管轄となり、翌年12月より1959年12月まで旅大市の管轄とされた。1966年6月12日、金県は遼南専区に一時移管されたが、1968年12月26日に再び旅大市に移管され、1981年2月に大連市に移管されている。
1987年5月20日、金県は大連の市轄区に移管されることとなり金州区が成立し現在に至る。1890年代後半より大連開発区が設置され、また大連市のベッドタウンとしても近年開発が進められている。

## 行政区画
- 大連経済技術開発区
  - 馬橋子街道、海青島街道、大孤山街道、湾里街道、董家溝街道、登沙河街道、大李家街道、杏樹街道、得勝街道
- 街道弁事処：擁政街道、友誼街道、光中街道、站前街道、先進街道、金石灘街道、七頂山街道、華家街道、向応街道、大魏家街道
- 大連保税区
  - 二十里堡街道、亮甲店街道
- 大連普湾経済区
  - 炮台街道、復州湾街道、三十里堡街道、石河街道

## 交通

### 航空
- 大連金州湾国際空港が建設中である。

### 鉄道
- 中国国家鉄路集団
  - 哈大旅客専用線

（大連方面）- 普湾駅 -（瀋陽方面）
  - 丹大都市間鉄道

（大連方面）- 金州駅 - 広寧寺駅 - 登沙河駅 - 杏樹屯駅 -（丹東方面）
  - 瀋大線

（大連方面）- 金州駅 - 三十里堡駅 -（瀋陽方面）
- 大連地下鉄3号線

### 道路
- 高速道路
  - 鶴大高速道路
  - 瀋海高速道路
  - 大窯湾疎港高速道路
- 国道
  - G201国道
  - G202国道

## 文化
金州体育場は大連市最大の運動競技施設であり、プロスポーツ大会や国際スポーツ大会が開催される。

## 教育
- 高等教育
  - 大連大学
  - 大連民族大学
  - 大連理工大学城市学院、軟件（ソフトウェア）学院
  - 魯迅美術学院大連分校
  - 大連広播電視大学金州分校

- 学校
  - 大連日本人学校　(Japanese School of Dalian)（幼稚園と小中学校は大連市街区の海岸寄りの傅家荘にあり、開発区にはない）
  - 大連楓葉国際学校（Maple Leaf International School）
  - 大連韓国国際学校（Dalian Korean International School）
  - 大連モデル学校

## 観光

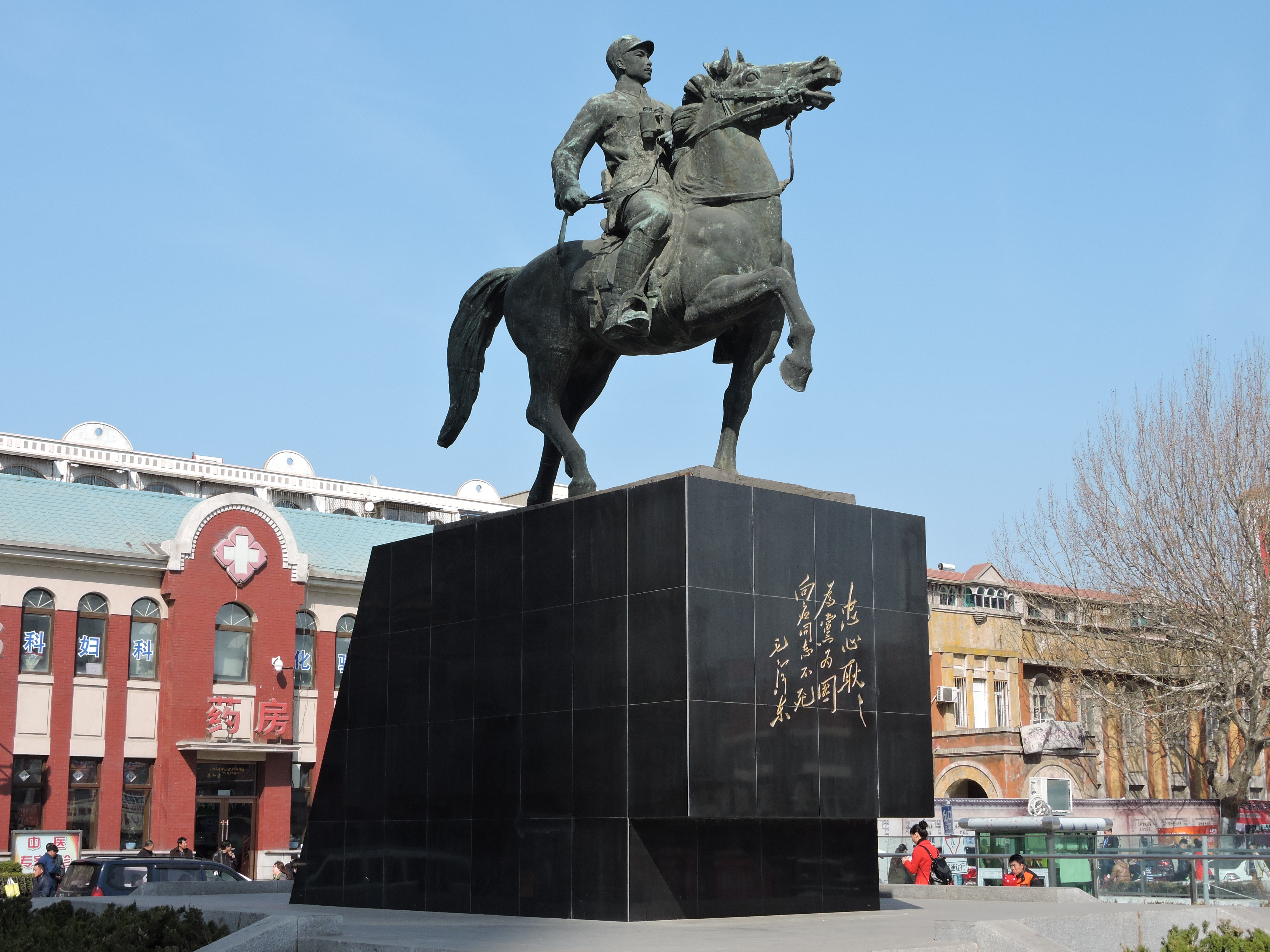
向応広場の関向応像と旧博物館（後）

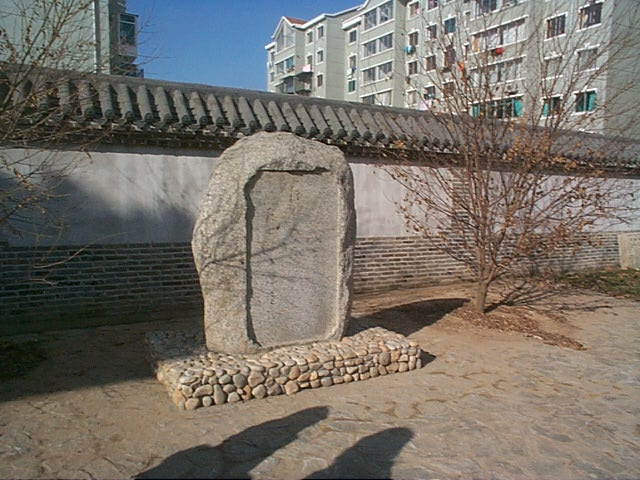
金州副都統衙門にある正岡子規の句碑

- 向応広場（町の中心）とスターリン路歩行者天国
- 金州副都統衙門（清朝時代の役所、正岡子規句碑の所在地）
- 金州博物館（向応広場の北側にあったのが取り壊されて、北郊外に新博物を建設）
- 龍王廟（道教）、金州教堂（キリスト教）など
- 南山（日露戦争「南山の戦い」跡、乃木希典詩碑は旅順日露監獄の倉庫に所在）
- 金州南山ソ連軍烈士陵園
- 大黒山、勝水寺観音閣、響水観、朝陽寺
- 北山（かつて三崎山とも呼ばれ、征清殉難九烈士のうち、山崎羔三郎、鐘崎三郎、藤崎秀の3人を悼む「殉節三烈士碑」が最近まで残っていた）
- 乃木勝典慰霊碑跡（「閻家楼第二野戦病院」があった金州区小閻家楼の裏山）
- 大連日本風情街 （京都の建築などをモチーフにしたテーマパーク。2021年にオープンするも批判を受けて閉鎖中）

大連開発区（大連経済技術開発区）
- 炮台山公園、東山風景区、凱倫国際温泉クラブなど

金石灘国家旅游度假区
- 発現王国、中華武館、蝋人形館、国際ゴルフ場など

### 金州古八景
古来、金州古八景が伝わっている。
- 南閣飛雲（大黒山・勝水寺観音閣）
- 響泉消夏（大黒山・響水観）
- 山城掛月（大黒山・卑沙城）
- 朝陽霽雪（大黒山・朝陽寺）
- 兜率晨鐘（玉皇廟）
- 鯨台弔古（釣鯨台）
- 龍島帰帆（龍王廟）
- 仏洞滴泉（夢真窟）

## 友好都市
- 日本
  - 石川県七尾市
  - 三重県尾鷲市